# Arka
Pour l’article ayant un titre homophone, voir Harka.
Arka est un village et une commune du comitat de Borsod-Abaúj-Zemplén en Hongrie.